# Aleksandr Aleksandrow (dyplomata)
Aleksandr Michajłowicz Aleksandrow (ros. Алекса́ндр Миха́йлович Алекса́ндров, ur. 1907, zm. 1983 w Moskwie) – radziecki dyplomata.

## Życiorys
Należał do WKP(b), od 1939 w Ludowym Komisariacie Spraw Zagranicznych ZSRR, 1939-1940 kierownik Wydziału Środkowoeuropejskiego tego komisariatu, 1940-1942 radca Misji ZSRR w Bułgarii. Od 1942 do października 1944 radca Misji ZSRR w Australii, 1944-1946 kierownik Wydziału Politycznego Ludowego Komisariatu Spraw Zagranicznych ZSRR, od 1946 do marca 1949 kierownik Wydziału IV Europejskiego Ministerstwa Spraw Zagranicznych ZSRR, od 4 marca 1949 do 10 września 1953 ambasador nadzwyczajny i pełnomocny ZSRR w Nowej Zelandii. Od września 1953 do 1958 zastępca szefa Zarządu Konsularnego MSZ ZSRR, od 18 września 1958 do 27 grudnia 1963 ambasador nadzwyczajny i pełnomocny ZSRR na Islandii, od stycznia 1964 do listopada 1966 pracownik Centralnego Aparatu MSZ ZSRR, od 26 listopada 1966 do 17 września 1970 ambasador nadzwyczajny i pełnomocny ZSRR w Sierra Leone.